# فرودگاه ولویس بی
فرودگاه ولویس بی  (به انگلیسی: Walvis Bay Airport)  یک فرودگاه همگانی  با کد یاتا WVB است که یک باند فرود آسفالت دارد و طول باند آن ۳۵۰۰ متر است. این فرودگاه در  کشور نامیبیا  قرار دارد و در ارتفاع ۹۱ متری از سطح دریا واقع شده‌است.